# Cantone di Vergt
Il Cantone di Vergt era una divisione amministrativa dell'arrondissement di Périgueux.
A seguito della riforma approvata con decreto del 21 febbraio 2014, che ha avuto attuazione dopo le elezioni dipartimentali del 2015, è stato soppresso.

## Composizione
Comprendeva i comuni di:
- Bourrou
- Breuilh
- Cendrieux
- Chalagnac
- Creyssensac-et-Pissot
- Église-Neuve-de-Vergt
- Fouleix
- Grun-Bordas
- Lacropte
- Saint-Amand-de-Vergt
- Saint-Maime-de-Péreyrol
- Saint-Michel-de-Villadeix
- Saint-Paul-de-Serre
- Salon
- Vergt
- Veyrines-de-Vergt